# Posa Bulb
Per posa Bulb o posa B si intende l'uso di un tempo di esposizione fotografico superiore ai tempi disponibili pre-impostati, mediante specifica impostazione nella macchina fotografica e tramite l'ausilio di un cavo di scatto flessibile o di un telecomando wireless.
Deve il suo nome dall'inglese "bulb" (bulbo) in riferimento al bulbo che azionava l'otturatore pneumatico, utilizzato agli albori della fotografia.

## Funzionamento
Una volta impostata la modalità Bulb, collegando lo scatto flessibile alla macchina fotografica è possibile tenere aperto l'otturatore per un tempo pari al tempo di pressione sullo scatto flessibile.
Lo stesso è possibile farlo con un telecomando.

## Usi
La posa B è molto utile in campo astronomico, fotografia notturna o nella ripresa di soggetti poco luminosi, in quanto è possibile ottenere tempi di esposizione anche di diverse ore, permettendo quindi alla pellicola o al sensore di impressionarsi maggiormente di luce, altrimenti impossibile con normali tempi di esposizione o pellicole a bassa sensibilità.
Anche il campo artistico può usufruire di tale tecnica, dato che durante l'esposizione è possibile interagire con il soggetto ripreso, tramite luci o fisicamente, ottenendo sulla foto finale particolari effetti di mosso e luce.